# Професионална гимназия по електроника „Александър Степанович Попов“
Професионална гимназия по електроника „Александър Степанович Попов“ е гимназия в град Велико Търново.

## История
Строежът на сградата на училището започва през 1963 година. Районът край сградата тогава е вилна зона. Разрастването на града е в посока запад, където е построена гимназията. Около година и 2 месеца продължава строителството на сградата, като се изгражда и инфраструктура и районът се облагородява чрез залесяване с иглолисти и широколистни дървета.
Училището отваря врати на 15 септември 1964 г. и се създава ПТУ по радиотехника „Александър Степанович Попов“. Първата учебна година започва със 111 ученика. Целта е да се подготвят висококвалифицирани изпълнителски кадри за нуждите на радиозавода в гр. В. Търново. От месец февруари 1966 г. училището става СПТУ с тригодишен курс на обучение. На 16 януари 1968 г. е направена първа копка за нова сграда на училището. На 15 септември 1970 година учениците започват учебната година в нови класни стаи. Името на учебното заведение е СПТУЕ. През 1984 година се изгражда нов корпус на сградата, който включва работилници, лаборатории и кабинети. Лабораториите са специализирани за ремонт и диагностика на телевизионни приемници, радиопредаватели, генератори и др. Кабинетите са с учебна цел – изучаване на устройството на телевизионни приемници, радиопредаватели, генератори, също така и изготвяне на електронни схеми и работа върху бъдещи продукти. Училището става асоцииран член на ЮНЕСКО от 1998. След 1990 се установяват нови профили в училището: „Съобщителна техника“, „Електронна техника“, „Електрообзавеждане на промишлени предприятия“.
От 1995 се откриват специалности като „Съобщителна техника“, „Електронна техника“, „Електрообзавеждане на транспортна техника“. През новото десетилетие се появява и специалността „Компютърна техника и технологии“.До 1998 година училището носи името Техникум по радиотехника, а през 2002 получава името Професионална гимназия по електроника „Александър Степанович Попов“. Гимназията е носител на орден „Кирил и Методий“ II степен и Народен орден на труда – златен. През 2007 са открити специалностите „Компютърна техника и технологии“ и „Микропроцесорна схемотехника“.

## Директори на гимназията през годините
- Стоян Стоянов (1964 - 1993)
- Петър Вълков (1993 - 1995)
- Йорсанка Панаьотова (1995 - 1997)
- Гинка Венкова
- Нели Николова

## Училищна база
3 компютърни кабинета, сервизни помещения за диагностика и ремонт на МПС, лаборатории за диагностика и ремонт на електронна техника, 15 класни стаи за изучаване на общообразователни предмети.

## Празници
7 май – официален празник на гимназията

## Спортни изяви
Учениците от ПГЕ „Ал. Ст. Попов“ са донесли редица отличия за гимназията на регионално и държавно ниво. Отборите по футбол и волейбол на гимназията са сред първенците в градските спортни мероприятия. В индивидуалните спортове гимназията се гордее с ученици, печелили държавни и европейски състезания по бокс, тенис на маса, шахмат и други.

## Проекти
Гимназията поддържа връзки както с български, така и с чужди университети и фирми. ПГЕ реализира рацлични проекти по програмите програма „Леонардо да Винчи" и „Успех“.

## Специалности
- Компютърна техника и технологии
- Електрообзавеждане на транспортна техника
- Микропроцесорна техника
- Електрообзавеждане на транспортна техника
- Автотранспортна техника
- Микропроцесорна техника